# Staatsschuldenquote in Albanien
Die Staatsschuldenquote Albaniens gibt das Verhältnis zwischen den albanischen Staatsschulden einerseits und dem albanischen nominalen Bruttoinlandsprodukt andererseits an.

## Entwicklung in den letzten Jahren
Die Staatsschuldenquote Albaniens stieg aufgrund der Finanzkrise und vor allem einer expansiven Fiskalpolitik zwischen 2008 und 2013 an. Entsprach die Staatsverschuldung von 595,9 Mrd. Albanischen Lek Ende 2008 einer Staatsschuldenquote von 56,1 %, so erreichte die Staatsschuldenquote Ende 2013 angesichts eines Schuldenstandes von dann inzwischen 948,3 Mrd. Albanischen Lek einen Wert von 70,5 %.

## Prognostizierte Entwicklung
Der Internationale Währungsfonds geht davon aus, dass die Staatsschuldenquote Albaniens bis Ende 2019 bei einem Schuldenstand von dann 1106,4 Mrd. Albanische Lek auf 56,4 % zurückgeht.